# Kecamatan Rembang (distrikt i Indonesien, Jawa Tengah, lat -6,72, long 111,37)
Kecamatan Rembang är ett distrikt i Indonesien.   Det ligger i provinsen Jawa Tengah, i den västra delen av landet, 500 km öster om huvudstaden Jakarta.